# Oligomerus ptilinoides
Oligomerus ptilinoides (Wollaston, 1854) è un tarlo appartenente alla famiglia Ptinidae. Generalmente infesta legno di latifoglie.

## Descrizione
L'adulto di Oligomerus ha un corpo cilindrico, di colore scuro, lungo circa 5-7mm. Il capo è rivolto ventralmente con occhi voluminosi e sporgenti ed antenne formate da 11 antennomeri. Presenta un protorace gibboso ed elitre della stessa larghezza caratterizzate da una serie di puntini longitudinali disposti in strie.

## Biologia
Il tarlo è un insetto olometabolo, caratterizzato cioè da metamorfosi completa: il suo ciclo vitale si compone dello stadio di uovo, larva, pupa e adulto. La femmina adulta, dopo l'accoppiamento, depone le uova in anfratti e pertugi del legno. Dalle uova schiudono le larve che iniziano a nutrirsi della cellulosa presente nel legno, scavandovi numerose gallerie. La fase larvale è quella più dannosa per il legno in ragione del fatto che può durare anche per anni. Quando le larve arrivano in prossimità della superficie del legno si impupano. Trascorse 6-8 settimane il tarlo adulto emerge dalla crisalide e fuoriesce nell'ambiente esterno attraverso i fori di sfarfallamento per iniziare un nuovo ciclo, il maschio muore subito dopo l'accoppiamento mentre la femmina subito dopo aver deposto le uova.
I tarli possono essere parassitati da acari come Pyemotes ventricosus o altri insetti come Sclerodermus domesticus e Cephalonomia gallicola.